# Mercedes-Benz M275
La sigla Mercedes-Benz M275 indica una piccola famiglia di motori a combustione interna a ciclo Otto con frazionamento a 12 cilindri a V, prodotti dal 2002 al 2013 dalla Casa tedesca Daimler-Benz per il suo marchio automobilistico Mercedes-Benz.

## Profilo e caratteristiche

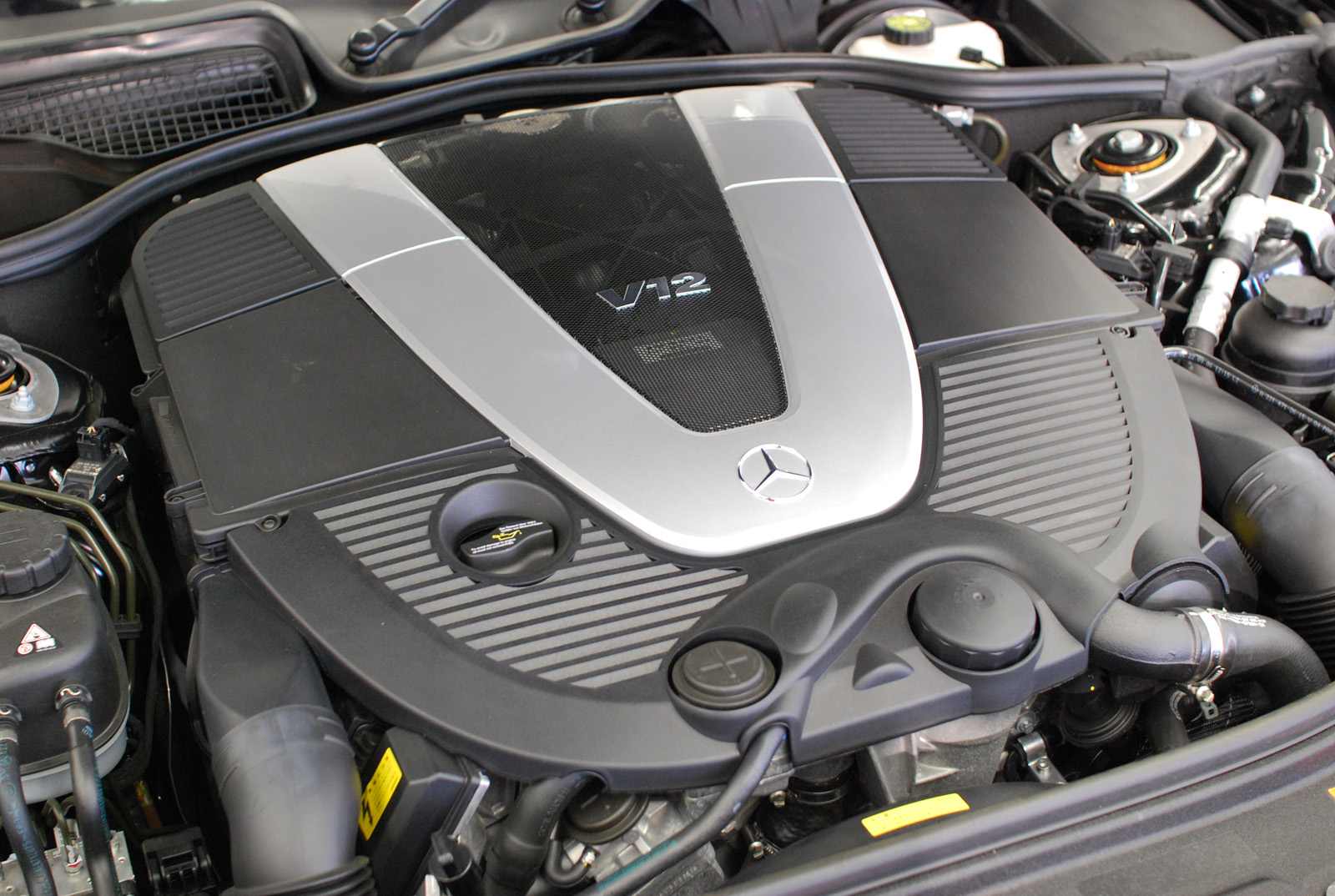
Vista di un 5.5 litri M275 nel cofano di una CL600

I motori M275 sono stati introdotti nel 2002 con la versione da 5.5 litri di cilindrata dotata di doppia sovralimentazione mediante due turbocompressori. Tale sistema avrebbe in seguito caratterizzato anche il resto della famiglia M275, estesasi con l'arrivo della versione M285 e della versione griffata AMG.

I motori M275 sono dei grossi V12 che condividono alcune caratteristiche con i precedenti motori M137 che vanno a sostituire. Prima di tutto, su ognuna delle due bancate, poste a 60° tra loro, è montato un solo asse a camme, che grazie a punterie a rullo in lega di alluminio va a muovere tre valvole per cilindro, due di aspirazione ed una di scarico. Tra le altre caratteristiche in comune con la precedente famiglia di V12 tedeschi, va ricordata anche l'accensione a doppia candela.

Le differenze più rilevanti stanno invece nella cilindrata, leggermente inferiore grazie all'alesaggio ridotto di 2 mm, e nella già menzionata sovralimentazione a doppio turbocompressore.

Al suo esordio, il 5.5 litri M275 è stato affiancato quasi subito dal motore M285, ossia una versione ritoccata, specifica per le Maybach 57 e 62. A partire dal 2003 arriva la versione rivista dalla AMG, caratterizzata dall'innalzamento della cilindrata a 6 litri e dal fatto di possedere un elevato picco di coppia motrice, pari a 1000 Nm, che tra l'altro sono anche limitati elettronicamente a tale livello.

Nel 2005 il 5.5 litri M275 è stato leggermente rivisto e le sue prestazioni hanno beneficiato di un leggero miglioramento.

Dai motori M275 di normale produzione, sono poi state derivate altre versioni molto particolari, tra cui quella da 640 CV montata sulla Maybach Zeppelin, versione speciale delle "normali" Maybach di serie, e quella da 670 CV montata sulla sportiva Mercedes-Benz SL65 AMG "Black Series".

Per le loro caratteristiche, i motori M275 hanno ricevuto diversi riconoscimenti internazionali. Questo propulsore V12 è stato sostituito a partire dal 2012 da una nuova versione con il medesimo frazionamento siglata Mercedes-Benz M279.

## Caratteristiche tecniche
Di seguito vengono mostrate le caratteristiche tecniche e le applicazioni dei vari motori M275 previsti dalla Casa:
| Versione         | Alesaggio e corsa (mm) | Cilindrata (cm³) | Rapporto di compressione | Potenza CV/rpm | Coppia Nm/rpm   | Applicazioni                             | Anni di produzione |
| ---------------- | ---------------------- | ---------------- | ------------------------ | -------------- | --------------- | ---------------------------------------- | ------------------ |
| M275KE55LA       | 82x87                  | 5513             | 9                        | 500/5000       | 800/ 1800-3600  | Mercedes-Benz S600 W220                  | 2002-05            |
| M275KE55LA       | 82x87                  | 5513             | 9                        | 500/5000       | 800/ 1800-3600  | Mercedes-Benz CL600 C215                 | 2002-06            |
| M275KE55LA       | 82x87                  | 5513             | 9                        | 500/5000       | 800/ 1800-3600  | Mercedes-Benz SL600 R230                 | 2002-06            |
| M275KE55LA       | 82x87                  | 5513             | 9                        | 517/5000       | 830/ 1900-3500  | Mercedes-Benz S600 W221                  | 2006-13            |
| M275KE55LA       | 82x87                  | 5513             | 9                        | 517/5000       | 830/ 1900-3500  | Mercedes-Benz CL600 C216                 | 2006-13            |
| M275KE55LA       | 82x87                  | 5513             | 9                        | 517/5000       | 830/ 1900-3500  | Mercedes-Benz SL600 R230                 | 2006-11            |
| M285             | 82x87                  | 5513             | 9                        | 550/5250       | 900/2300        | Maybach 57 e 62                          | 2002-13            |
| M275KE60LA (AMG) | 82.6x93                | 5980             | 9                        | 612/4800-5100  | 1000/ 2000-4000 | Mercedes-Benz CL65 AMG C215              | 2003-06            |
| M275KE60LA (AMG) | 82.6x93                | 5980             | 9                        | 612/4800-5100  | 1000/ 2000-4000 | Mercedes-Benz S65 AMG W220               | 2004-05            |
| M275KE60LA (AMG) | 82.6x93                | 5980             | 9                        | 612/4800-5100  | 1000/ 2000-4000 | Mercedes-Benz SL65 AMG                   | 2004-11            |
| M275KE60LA (AMG) | 82.6x93                | 5980             | 9                        | 612/4800-5100  | 1000/ 2000-4000 | Mercedes-Benz S65 AMG Lunga V221         | 2006-10            |
| M275KE60LA (AMG) | 82.6x93                | 5980             | 9                        | 612/4800-5100  | 1000/ 2000-4000 | Mercedes-Benz CL65 AMG C216              | 2006-10            |
| M275KE60LA (AMG) | 82.6x93                | 5980             | 9                        | 612/4800-5100  | 1000/ 2000-4000 | Maybach 57S e 62S                        | 2005-10            |
| M275KE60LA (AMG) | 82.6x93                | 5980             | 9                        | 630/ 4800-5100 | 1000/ 2000-4000 | Maybach 57S e 62S                        | 2010-13            |
| M275KE60LA (AMG) | 82.6x93                | 5980             | 9                        | 630/ 4800-5100 | 1000/ 2000-4000 | Mercedes-Benz S65 AMG Lunga V221         | 2010-13            |
| M275KE60LA (AMG) | 82.6x93                | 5980             | 9                        | 630/ 4800-5100 | 1000/ 2000-4000 | Mercedes-Benz CL65 AMG C216              | 2010-13            |
| M275KE60LA (AMG) | 82.6x93                | 5980             | 9                        | 640/4800       | 1000/2000       | Maybach 57S Zeppelin e 62S Zeppelin      | 2009-13            |
| M275KE60LA (AMG) | 82.6x93                | 5980             | 9                        | 670/5400       | 1000/ 2200-4200 | Mercedes-Benz SL65 AMG Black Series R230 | 2008-09            |

### Motore M158

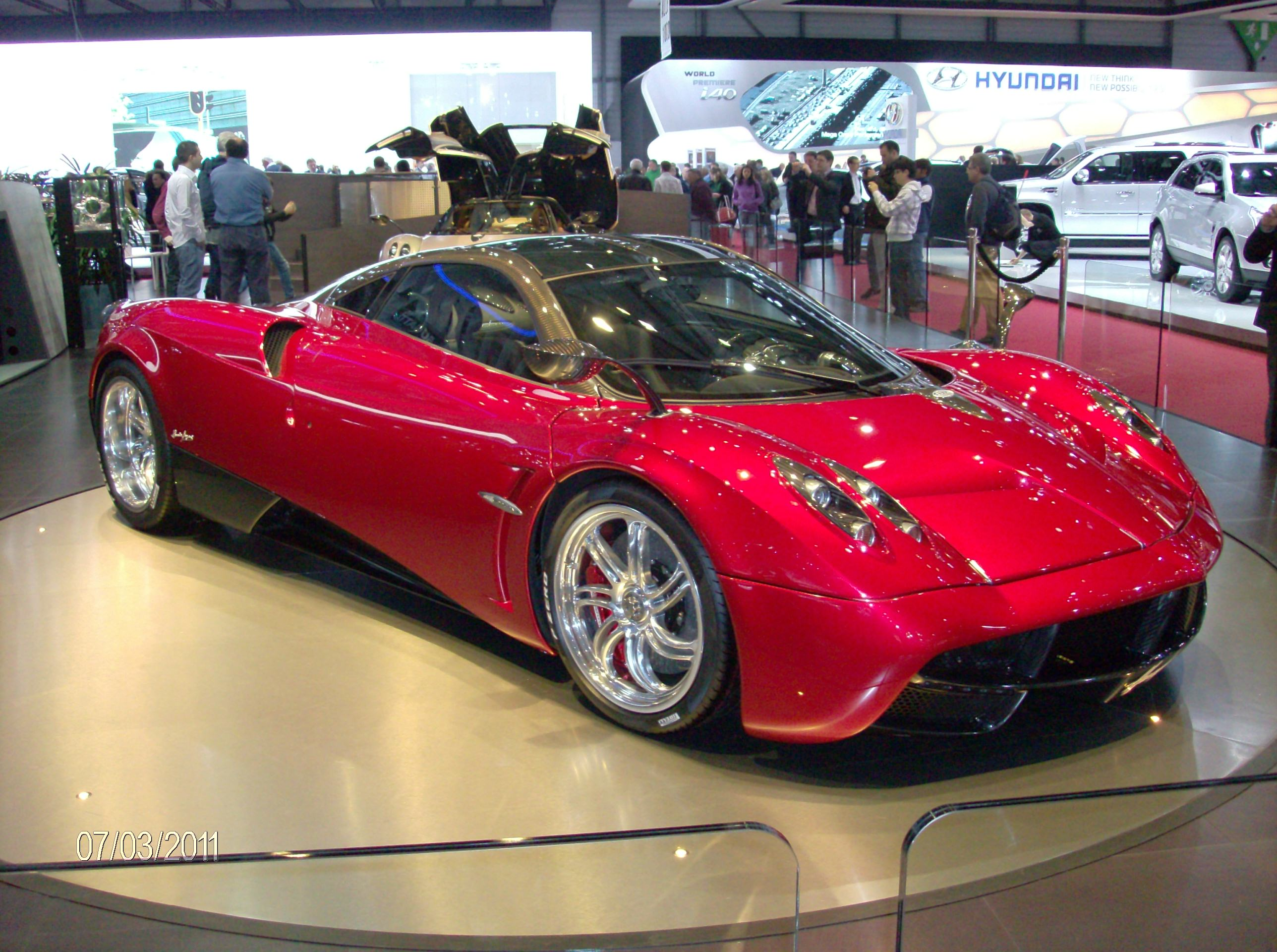
La Pagani Huayra è la vettura cui è destinato il motore M158

Il reparto Mercedes-AMG di Affalterbach ha realizzato nel 2010 una nuova unità motrice direttamente derivata dall'M275 stesso, del quale conserva le caratteristiche dimensionali e la doppia sovralimentazione. Questo motore, siglato M158, è stato progettato e realizzato appositamente per essere montato su una Gran Turismo come la Pagani Huayra, il cui debutto è avvenuto al Salone dell'automobile di Ginevra del 2011. Questo motore è stato rivisto ed ottimizzato in più punti: i turbocompressori sono stati aggiornati per rispondere ancor più prontamente alle sollecitazioni del pedale dell'acceleratore, ed in particolare sono stati montati due radiatori in posizione laterale per consentire un migliore raffreddamento dei due intercooler montati sulle due testate. Va infatti considerato che il motore M158, a differenza dei motori M275 ed M285, è destinato ad essere montato in posizione posteriore centrale longitudinale, per cui i radiatori dell'acqua e dell'olio non sono collocati dinanzi a esso come accadrebbe su una vettura a motore anteriore, ma sono invece posti all'avantreno e collegati al motore tramite tubazioni che passano sotto l'abitacolo.

La lubrificazione è passata alla configurazione a carter secco per consentire il montaggio del motore su una vettura dal baricentro basso come appunto è la Huayra. Non solo, ma il motore M158 dispone di un sistema per permettere all'olio di raggiungere più rapidamente l'ottimale temperatura di esercizio.

Le prestazioni del motore M158 sono considerevoli, poiché raggiunge una potenza massima di 700 CV ed un picco di coppia di 1000 Nm. Nonostante ciò, il 6 litri biturbo che equipaggia la Huayra riesce ad essere relativamente poco inquinante e parco nei consumi (se confrontato con motori di analoga potenza e cilindrata) e ciò grazie ad un sistema di alimentazione a due stadi, gestito da due pompe carburante a gestione elettronica, delle quali la seconda viene attivata solo in condizioni di reale richiesta di potenza, evitando quindi inutili sprechi di benzina.

Tutto l'impianto di scarico è stato realizzato a parte, non presso la Mercedes-AMG, ma in un'altra azienda tedesca, la MHG Fahrzeugtechnik. Tale impianto, realizzato in lega di titanio, ha la caratteristica di essere molto leggero, arrivando, nella sua interezza, a pesare meno di 10 kg.